# 巴湖
52°44′36″N 14°1′33″E / 52.74333°N 14.02583°E

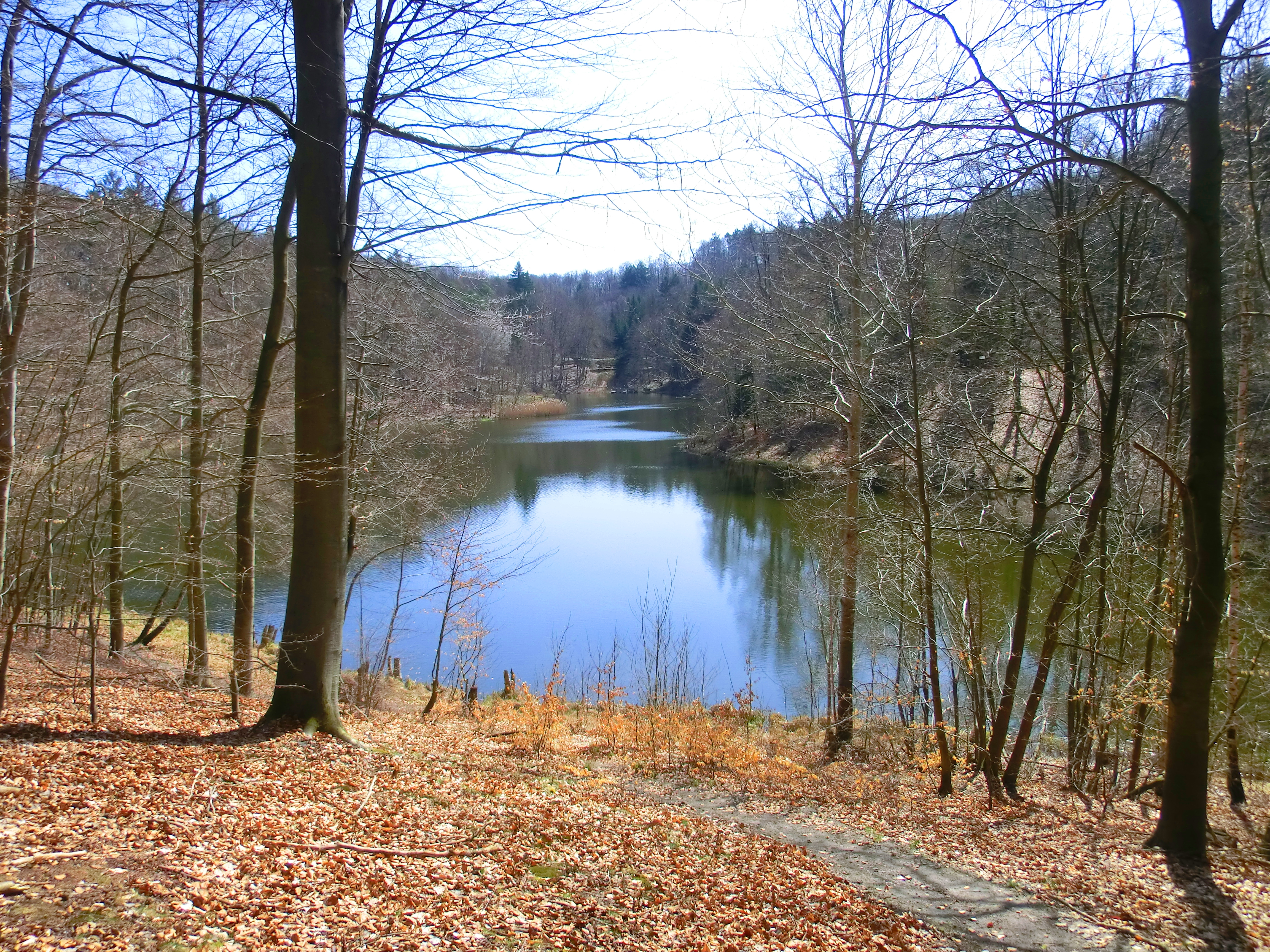

巴湖（德語：Baasee），是德國的湖泊，位於該國東北部，由勃蘭登堡州負責管轄，處於梅爾基施-奧得蘭縣，形成於1萬2千年前，長0.3公里，面積0.03平方公里，海拔高度58米。